# Dumbarton (Virgínia)
Dumbarton és una concentració de població designada pel cens dels Estats Units a l'estat de Virgínia. Segons el cens del 2000 tenia 6.674 habitants.

## Demografia
Segons el cens del 2000, Dumbarton tenia 6.674 habitants, 3.515 habitatges, i 1.507 famílies. La densitat de població era de 1.232,9 habitants per km².
Dels 3.515 habitatges en un 19,9% hi vivien nens de menys de 18 anys, en un 25,7% hi vivien parelles casades, en un 13,8% dones solteres, i en un 57,1% no eren unitats familiars. En el 47,6% dels habitatges hi vivien persones soles el 20,3% de les quals corresponia a persones de 65 anys o més que vivien soles. El nombre mitjà de persones vivint en cada habitatge era d'1,89 i el nombre mitjà de persones que vivien en cada família era de 2,72.
Per edats la població es repartia de la següent manera: un 18,4% tenia menys de 18 anys, un 11,9% entre 18 i 24, un 33,4% entre 25 i 44, un 16,1% de 45 a 60 i un 20,3% 65 anys o més.
L'edat mediana era de 35 anys. Per cada 100 dones de 18 o més anys hi havia 74,2 homes.
La renda mediana per habitatge era de 33.300 $ i la renda mediana per família de 39.583 $. Els homes tenien una renda mediana de 29.682 $ mentre que les dones 23.549 $. La renda per capita de la població era de 21.446 $. Entorn del 5,7% de les famílies i el 8,3% de la població estaven per davall del llindar de pobresa.

## Poblacions més properes
El següent diagrama mostra les poblacions més properes.